# Фазовый переход первого рода

Фазовые переходы первого рода на фазовой диаграмме

Фа́зовые перехо́ды пе́рвого ро́да — фазовые переходы, при которых скачком изменяются первые производные термодинамических потенциалов по интенсивным параметрам системы (температуре или давлению). Переходы первого рода реализуются как при переходе системы из одного агрегатного состояния в другое, так и в пределах одного агрегатного состояния (в отличие от фазовых переходов второго рода, которые происходят в пределах одного агрегатного состояния).

## Примеры фазовых переходов первого рода
- при переходе системы из одного агрегатного состояния в другое: кристаллизация (переход жидкой фазы в твердую), плавление (переход твердой фазы в жидкую), конденсация (переход газообразной фазы в твердую или жидкую), возгонка (переход твердой фазы в газообразную). Эвтектическое, перитектическое и монотектическое превращения представляют собой различные виды превращений твердой и жидкой фаз в двухкомпонентных (многокомпонентных) системах.
- в пределах одного агрегатного состояния: эвтектоидное, перитектоидное и полиморфное превращения, распад пересыщенных твердых растворов, распад (расслоение) жидких растворов, распад и упорядочение твердых растворов.

Иногда к фазовым переходам первого рода относят также мартенситные превращения (условно, так как в ходе мартенситного превращения реализуется переход в стабильное, но неравновесное состояние — метастабильное состояние).